# NIC-68B
La NIC-68B  es una importante carretera nacional clasificada como colectora secundaria en Nicaragua. Esta vía comienza en el Sur en la NIC-22A en La Managua en el Departamento de León y culmina en el Norte en la NIC-49A en el departamento de León.

## Extensión
Con una extensión de 19,19 millas (30,9 km), la NIC-68B juega un rol clave en la conectividad y transporte de la región.